# Головна Еміґраційна Рада
Головна Еміґраційна Рада (або Головна українська еміграційна рада) — представницький федеративний орган різних установ, організацій і політичних партій української еміграції в Європі й Азії в 1930-х роках. Постійна президія містилася в Парижі у Франції. Перший голова — Олександр Лотоцький, згодом — Олександр Шульгин, генеральний секретар — Іларіон Косенко. Перебувала під впливом уряду УНР на еміграції. Серед членів Ради — Микола Шумицький, Дмитро Геродот, генерали Олександр Удовиченко та Володимир Сальський.

## Історія
У 1928 році Український Допомоговий Комітет у Румунії на своїх річних зборах порушив питання про проведення загального українського еміграційного з'їзду. Проведенням такого з'їзду на пропозицію цього Комітету зайнялося Українське Об'єднання у Празі. На 1-й емігрантській конференції, яка пройшла 25–26 червня 1929 року у Празі у Чехословаччині, ухвалено рішення про створення Головної Еміґраційної Ради. На конференцію були запрошені незалежно від політичних поглядів різні емігрантські товариства з Польщі, Франції, Румунії, Чехословаччини, Бельгії, Люксембургу, Туреччини, Болгарії, Югославії, Шанхаю.
У грудні 1929 року Рада висловила свій протест проти початку великих радянських репресій проти українських діячів. 24–25 вересня 1932 року у Празі пройшла 2-га конференція Головної Еміґраційної Ради. Під час організованого радянською владою Голодомору 1932—1933 років в Україні Рада була занепокоєна тяжким становищем українців в УСРР. У 1933 році вона звернулася Міжнародного комітету Червоного Хреста з проханням надати поміч Україні, проте Червоний Хрест з політичних побоювань відповів відмовою. Головна Еміґраційна Рада від імені української діаспори зверталася також до інших міжнародних доброччиних організацій та впливових діячів із закликами створити Комітети для допомоги Україні чи організувати розслідування фактів голоду. Із запізненням Рада змогла провести 4 травня 1934 року благодійний базар у Парижі з продажу етнографічних речей, на якому змогла зібрати і відправити Комітету рятунку України у Львові близько 500 злотих.
14-15 лютого 1934 року пройшла 3-тя конференція Головної Еміґраційної Ради. Рада припинила діяльність з початком Другої світової війни.